# Горњи Врановци
Горњи Врановци (мкд. Горно Врановци) су насеље у Северној Македонији, у средишњем државе. Горњи Врановци припадају општини Чашка.

## Географија
Горњи Врановци су смештени у средишњем делу Северне Македоније. Од најближег већег града, Велеса, насеље је удаљено 25 km западно.
Насеље Горњи Врановци се налази у историјској области Грохот. Насеље је смештени су на падинама планине Јакупице, док се источно од насеља тло силази у долину реке Тополке. Надморска висина насеља је приближно 680 метара.
Месна клима је континентална.

## Историја
У Горњим Врановцима је током НОБ-а деловала штампарија у којој је 29. октобра 1944. године објављен први број „Нове Македоније“, најстаријих дневних новина које излазе у Северној Македонији.

## Становништво
Горњи Врановци су према последњем попису из 2002. године имали 199 становника.
Према истом попису претежно становништво у насељу су Албанци (95%), а остало су махом Турци. До почетка 20. века Турци су били искључиво становништво у насељу.
Већинска вероисповест је ислам.